# Corydalis gracillima
Corydalis gracillima är en vallmoväxtart som beskrevs av Cheng Yih Wu och R. Govaerts. Corydalis gracillima ingår i släktet nunneörter, och familjen vallmoväxter. Inga underarter finns listade i Catalogue of Life.